# José Câmnate na Bissign

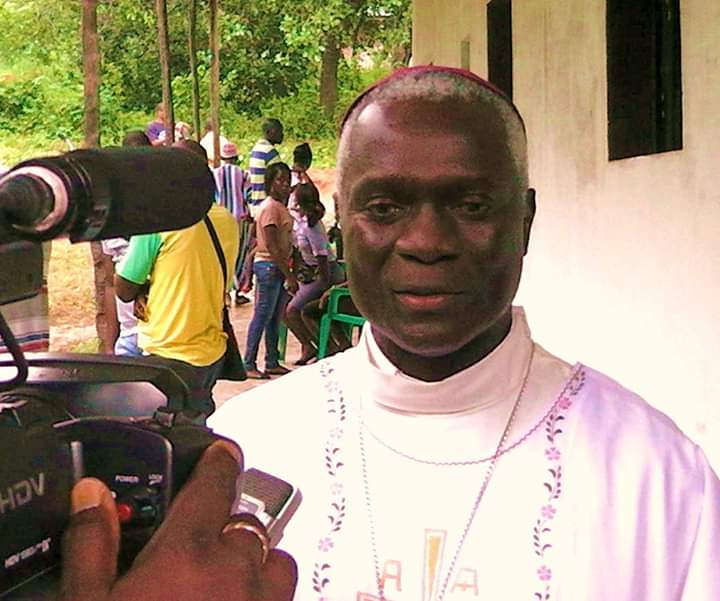
José Câmnate na Bissign, 2020

José Câmnate na Bissign (* 28. Mai 1953 in Mansôa, Guinea-Bissau) ist ein guinea-bissauischer römisch-katholischer Geistlicher und emeritierter Bischof von Bissau.

## Leben
José Câmnate na Bissign empfing am 31. Dezember 1982 das Sakrament der Priesterweihe für das Bistum Bissau.
Am 15. Oktober 1999 ernannte ihn Papst Johannes Paul II. zum Bischof von Bissau. Der Apostolische Nuntius in Guinea-Bissau, Erzbischof Jean-Paul Aimé Gobel, spendete ihm am 12. Februar 2000 die Bischofsweihe; Mitkonsekratoren waren der Bischof von Santiago de Cabo Verde, Paulino do Livramento Évora CSSp, und der Bischof von Saint-Louis du Sénégal, Pierre Sagna CSSp.
Papst Franziskus nahm am 11. Juli 2020 seinen vorzeitigen Rücktritt an.